# 光泰 (作家)
光泰（1946年7月13日—2023年10月28日），本名宋光泰，出生於臺灣彰化，父祖輩來自浙江杭州。畢業於臺灣大學法律系，曾任職於法務部，主編過《電視周刊》，從事影劇幕後種種設計工作，並以1970年代的通俗小說作家為人所熟知，代表作《逃避婚姻的人》、《夢幻快車》、《裸的告白》等。光泰的寫作以小說為主，兼及散文。小說內容多取材於社會生態的種種現象，筆下人物多為在風塵中打滾的都市男女，以性、暴力、感情、政治、死亡作為小說的題材和基調，被稱為「社會奇情」小說。
《逃避婚姻的人》於民國65年（1976年）的2月到4月間，在《中國時報》家庭生活版連載，為解嚴之前少數以同性戀為題材的小說。光泰在民國74年（1985年）參與座談會，公開出櫃並為同性戀者發聲。